# 脱脱木儿
脱脱木儿（?—?），又作脱脱帖木儿，字时敏，号松轩，高昌畏兀人。登进士第，元朝大臣，元惠宗时中书右丞。
至正十八年（1358年）七月丙寅，元惠宗以完卜花、脫脫木兒為中書平章政事。至正二十一年（1361年），脱脱木儿担任枢密副使，因为弄权误国，被佥山南道肃政廉访司事张桢所弹劾。至正二十五年（1365年），担任中书右丞。至正二十六年（1366年），担任知枢密院事。